# Adana (prowincja)
Adana – prowincja w południowej Turcji, nad Morzem Śródziemnym. Jej powierzchnia wynosi 14 030 km². Graniczy z prowincją Mersin na zachodzie, z prowincjami Osmaniye i Hatay, z prowincją Kahramanmaraş na północnym wschodzie, na północy z prowincją Kayseri a na północnym zachodzie z prowincją Niğde. Stolicą prowincji jest Adana.

## Dystrykty
Prowincja podzielona jest na 15 dystryktów:
- Adana
  - Karaisalı
  - Seyhan
  - Yüreğir
  - Çukurova
  - Sarıçam
- Aladağ
- Ceyhan
- Feke
- İmamoğlu
- Karataş
- Kozan
- Pozantı
- Saimbeyli
- Tufanbeyli
- Yumurtalik